# Flemingia praecox
Flemingia praecox är en ärtväxtart som beskrevs av David Prain. Flemingia praecox ingår i släktet Flemingia och familjen ärtväxter.

## Underarter
Arten delas in i följande underarter:
- F. p. praecox
- F. p. robusta